# كونان (كوتشي)
مدينة كونان (بالإنجليزية: Kōnan,)‏ هي أحد المدن التابعة لمحافظة كوتشي. تأسست رسميًا في 01/03/2006. ويقدر عدد سكانها بـ 34084 نسمة حسب تقدير مكتب الإحصاء الياباني لعام 2012. تبلغ مساحة كونان 126.49 كم2. بكثافة سكانية تبلغ 269 نسمة/كم2.